# لوترابيارخ
لوترابيارخ (بالآيسلندية: Látrabjarg)‏؛ نتوء خليجي يقع في أقصى غرب آيسلندا. منحدرات هذه المنطقة موطن لملايين الطيور، على رأسها البفن، الأطيش الشمالي، غلموت وأبو موس. وهي منطقة أساسية تحافظ على حياة هذه الطيور، حيث تستضيف ما يصل إلى 40 ٪ من إجمالي عدد بعض هذه الطيور في العالم، مثل طائر أبو موس. لوترابيارخ تعد أكبر جرف للطيور في أوروبا، حيث يبلغ طوله 14 كم ويصل ارتفاعه إلى 440 مترًا.

## معرض صور

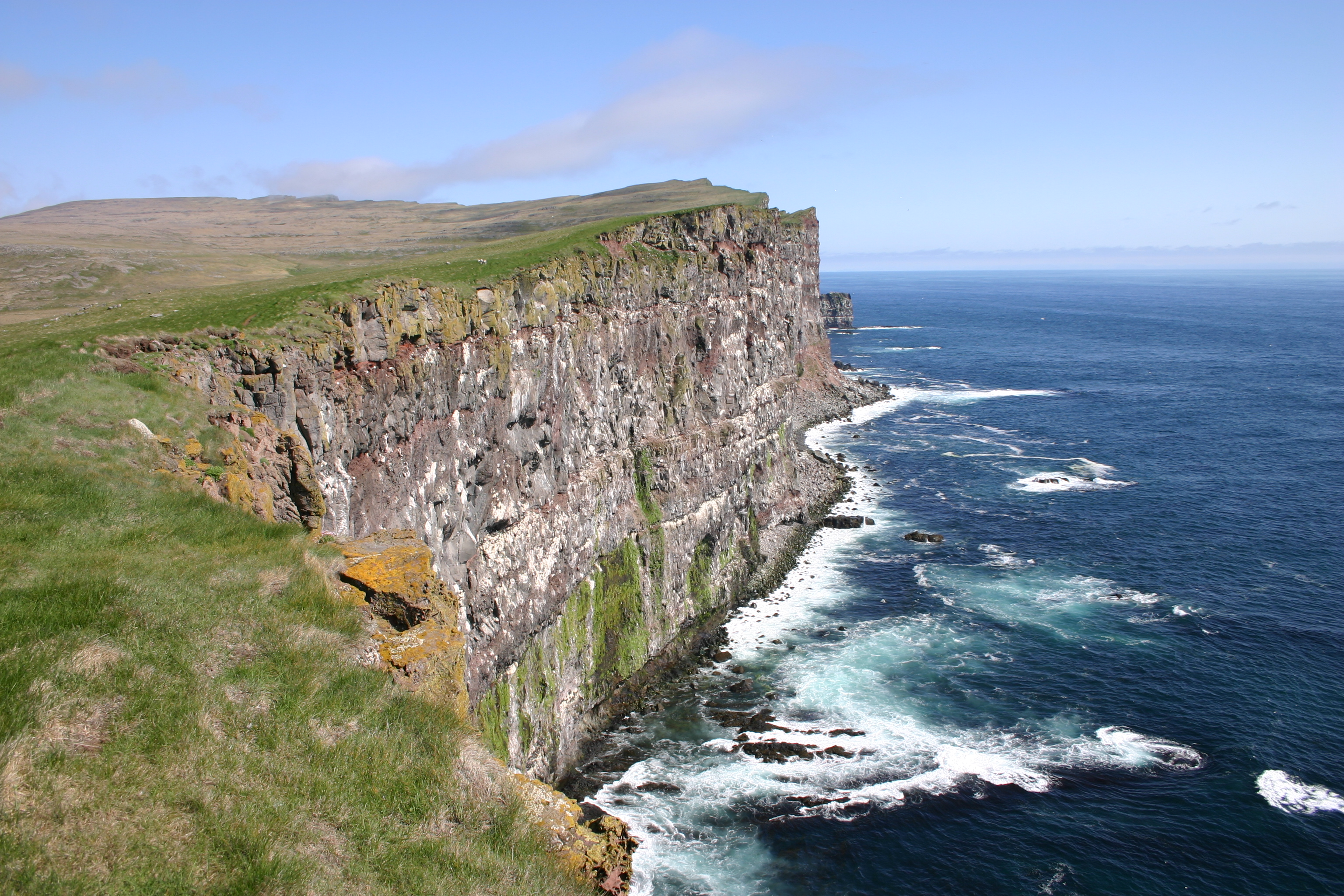
صورة تظهر طبيعة لوترابيارخ
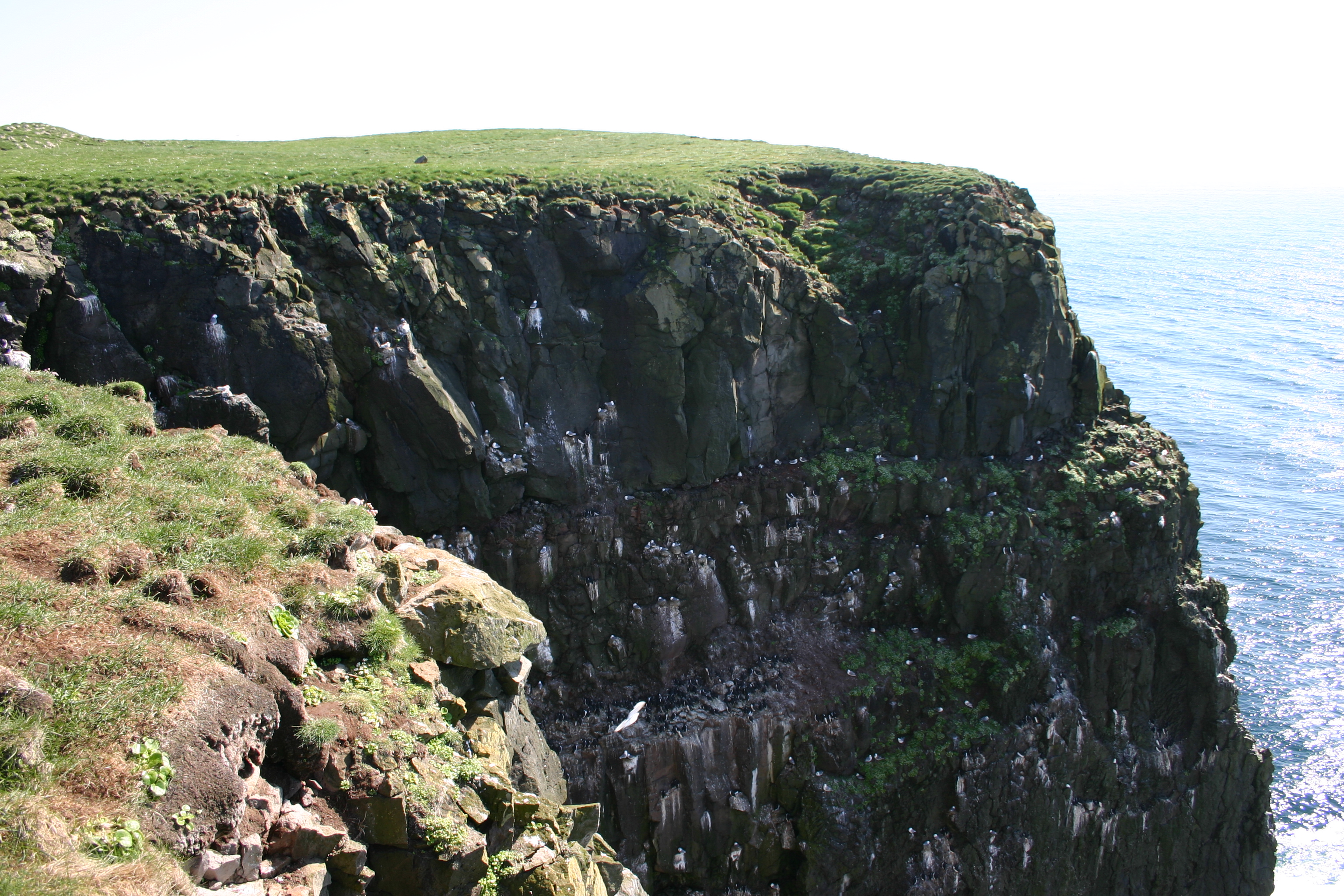
صورة تظهر تجمع الطيور في لوترابيارخ
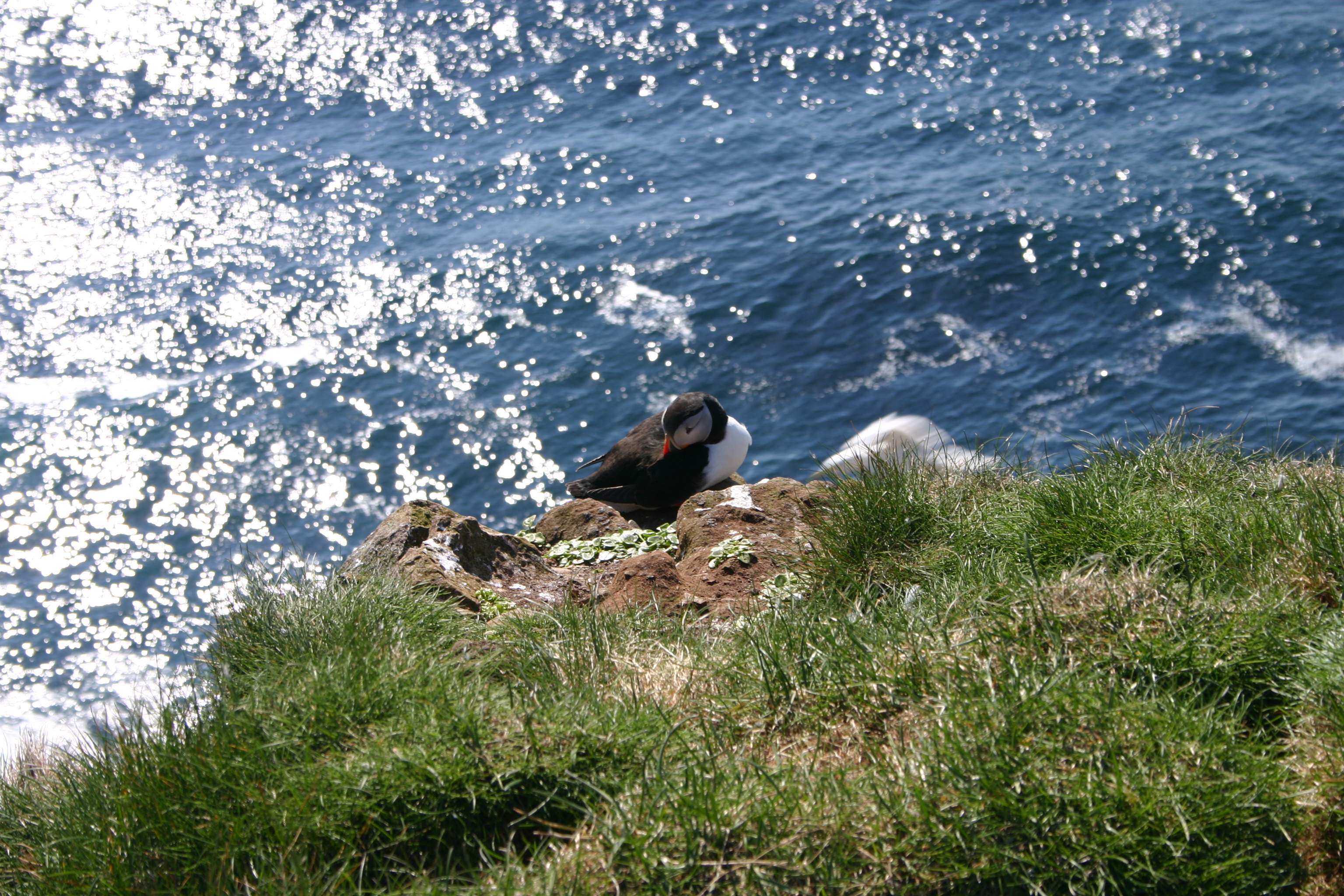
صورة تظهر طائر البفن في لوترابيارخ
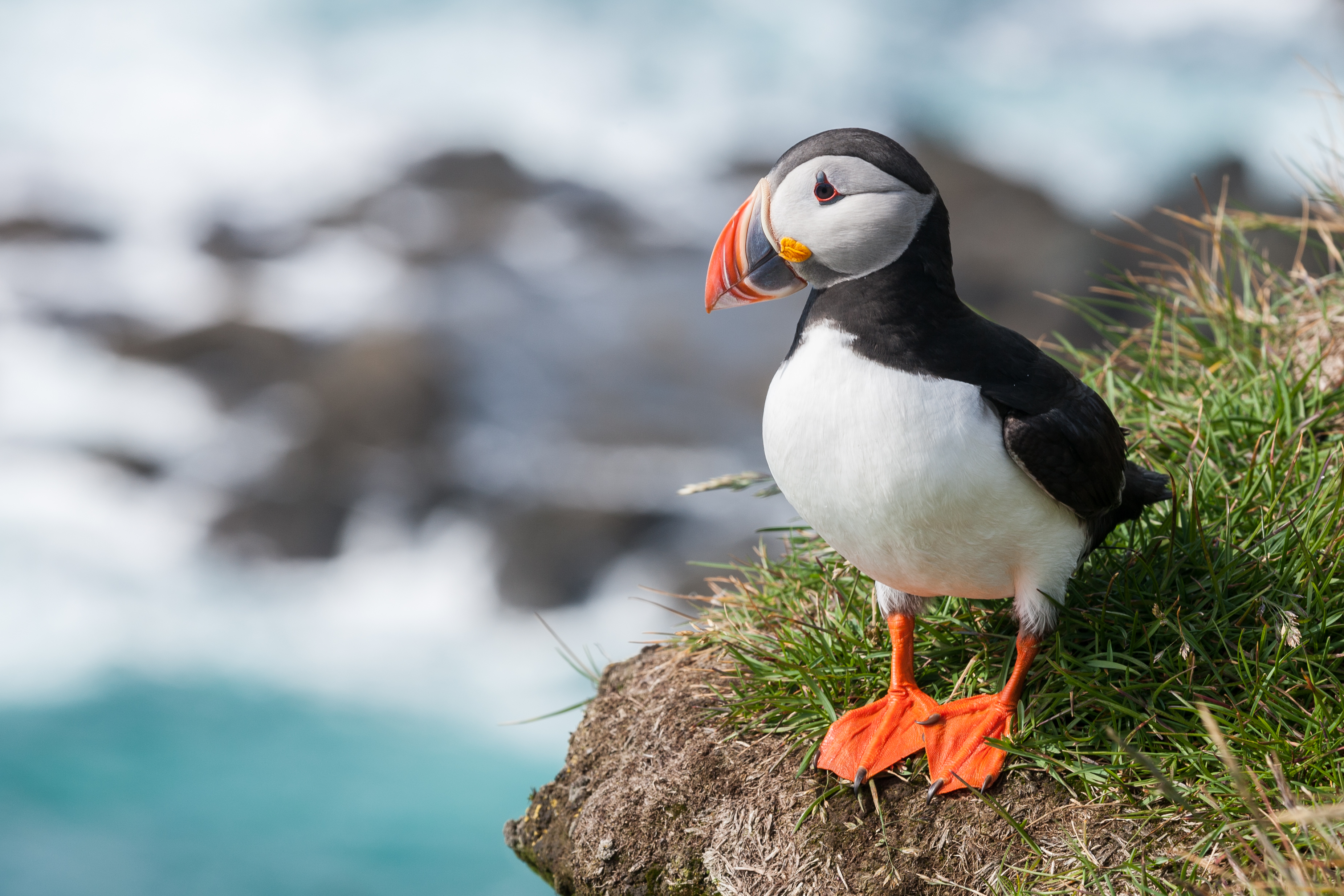
صورة طائر البفن في لوترابيارخ

## وصلات خارجية
- Latrabjarg
- Látrabjarg, Gallery from islandsmyndir.is